# Volvatella australis
Volvatella australis is een slakkensoort uit de familie van de Volvatellidae. De wetenschappelijke naam van de soort is voor het eerst geldig gepubliceerd in 1997 door Jensen.